# Еленія карибська
Еле́нія карибська (Elaenia martinica) — вид горобцеподібних птахів родини тиранових (Tyrannidae). Мешкає на Карибах та в Центральній Америці.

## Опис
Довжина птаха становить 15,5-18 см. Забарвлення переважно коричнювато-оливкове, горло і нижня частина живота жовтувато-білі, груди сіруваті. Махові пера мають білі края. На голові чуб, який може ставати дибки.

## Таксономія
В 1760 році французький зоолог Матюрен Жак Бріссон включив опис карибської еленії до своєї книги "Ornithologie", описавши птаха за зразком, зібраним на острові Мартиніка. Він використав французьку назву Le gobe-mouche hupé de la Martinique та латинську назву Muscicapa Martinicana cristata. Однак, хоч Бріссон і навів латинську назву, вона не була науковою, тобто не відповідає біномінальній номенклатурі і не визнана Міжнародною комісією із зоологічної номенклатури. Коли в 1766 році шведський натураліст Карл Лінней випустив дванадцяте видання своєї Systema Naturae, він доповнив книгу описом 240 видів, раніше описаних Бріссоном. Одним з цих видів була карибська еленія, для якої Лінней придумав біномінальну назву Muscicapa martinica. Згодом карибську еленію перевели до роду Еленія (Elaenia).

### Підвиди
Виділяють сім підвидів:
- E. m. riisii Sclater, PL, 1860 — Пуерто-Рико, Віргінські острови, острови Ангілья, Сен-Мартен, Сен-Бартельмі, Антигуа і Барбуда і Нідерландські Антильські острови;
- E. m. martinica (Linnaeus, 1766) — Малі Антильські острови;
- E. m. barbadensis Cory, 1888 — острів Барбадос;
- E. m. remota Berlepsch, 1907 — острови біля узбережжя Мексики (Косумель, Меко, Мухерес[en] і Хольбош[en]);
- E. m. chinchorrensis Griscom, 1926 — острів Грейт-Кей біля узбережжя мексиканського штату Кінтана-Роо і сусідні острівці;
- E. m. cinerescens Ridgway, 1884 — острови Сан-Андрес-і-Провіденсія;
- E. m. caymanensis Berlepsch, 1907 — Кайманові острови.

## Поширення і екологія
Карибські еленії мешкають на багатьох островах Карибського моря, а також на східному узбережжі півострова Юкатан в Мексиці і Белізі. Вони живуть в сухих і вологих тропічних лісах, мангрових лісах, в чагарникових заростях і садах, на плантаціях. Зустрічаються на висоті до 700 м над рівнем моря.